# David Broucher
David Stuart Broucher (n. 1944, Marea Britanie) este un diplomat britanic, care a îndeplinit funcția de consilier personal pentru afaceri europene al președintelui României, Traian Băsescu (2005-2006).

## Biografie
David Stuart Broucher s-a născut în anul 1944 în Marea Britanie. El s-a ocupat de afaceri ale Uniunii Europene și a fost strâns implicat în extinderile anterioare ale UE, mergând până la aderarea Greciei, Portugaliei și Spaniei. Între anii 1997-2001, el a deținut funcția de ambasador al Marii Britanii la Praga în timpul perioadei cheie a pregătirilor Republicii Cehe pentru aderarea la UE.
Apoi a lucrat ca șef al delegației britanice la Conferința pentru Dezarmare de la Geneva (2001-2004). În această perioadă, a condus delegația britanică la Comitetul de Pregătire a Tratatului de Neproliferare a Armelor, la Conferința de Revizuire a Convenției Armelor Biologice și la Primul Comitet al Adunării Generale a ONU. S-a retras din serviciul diplomatic britanic în octombrie 2004.
David Stuart Broucher a fost numit în mai 2005 în funcția de consilier personal pentru afaceri europene al președintelui României, Traian Băsescu. Consilierul Broucher, ca și consilierul Rupert Llewellyn Vining, a fost plătit de către Guvernul britanic, care i-a asigurat și cheltuielile de cazare pe durata șederii în România, în timp ce partea română i-a pus la dispoziție logistica necesară. Contractul celor doi britanici a fost pe durata unui an, cu posibilitatea prelungirii acestuia până la 1 ianuarie 2007.
Consilierul Broucher a furnizat expertiză și recomandări Președintelui României în legătură cu diverse aspecte legate de aderarea României la Uniunea Europeană în 2007. El a demisionat din funcția de consilier personal al președintelui României în noiembrie 2006.
În prezent, el lucrează în domeniul activității de control al activităților de înarmare cu MCIS și elaborează un proiect, în colaborare cu Universitatea Birmingham, pentru a pregăti Macedonia în vederea aderării la Uniunea Europeană.